# Шлезвиг

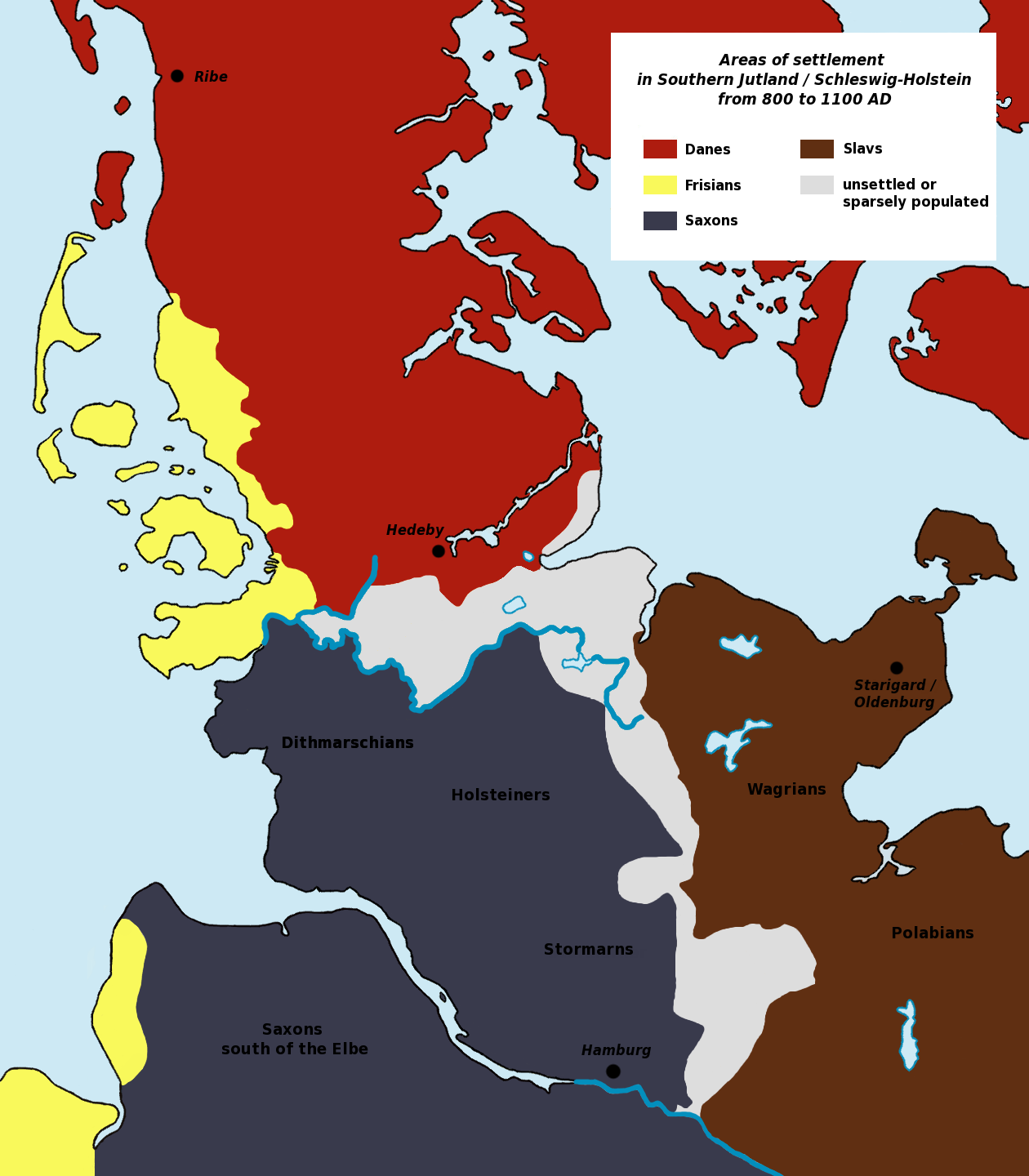
Германские и славянские поселения в Шлезвиге/Южной Ютландии и Гольштейне (с 800 до 1100 гг.)

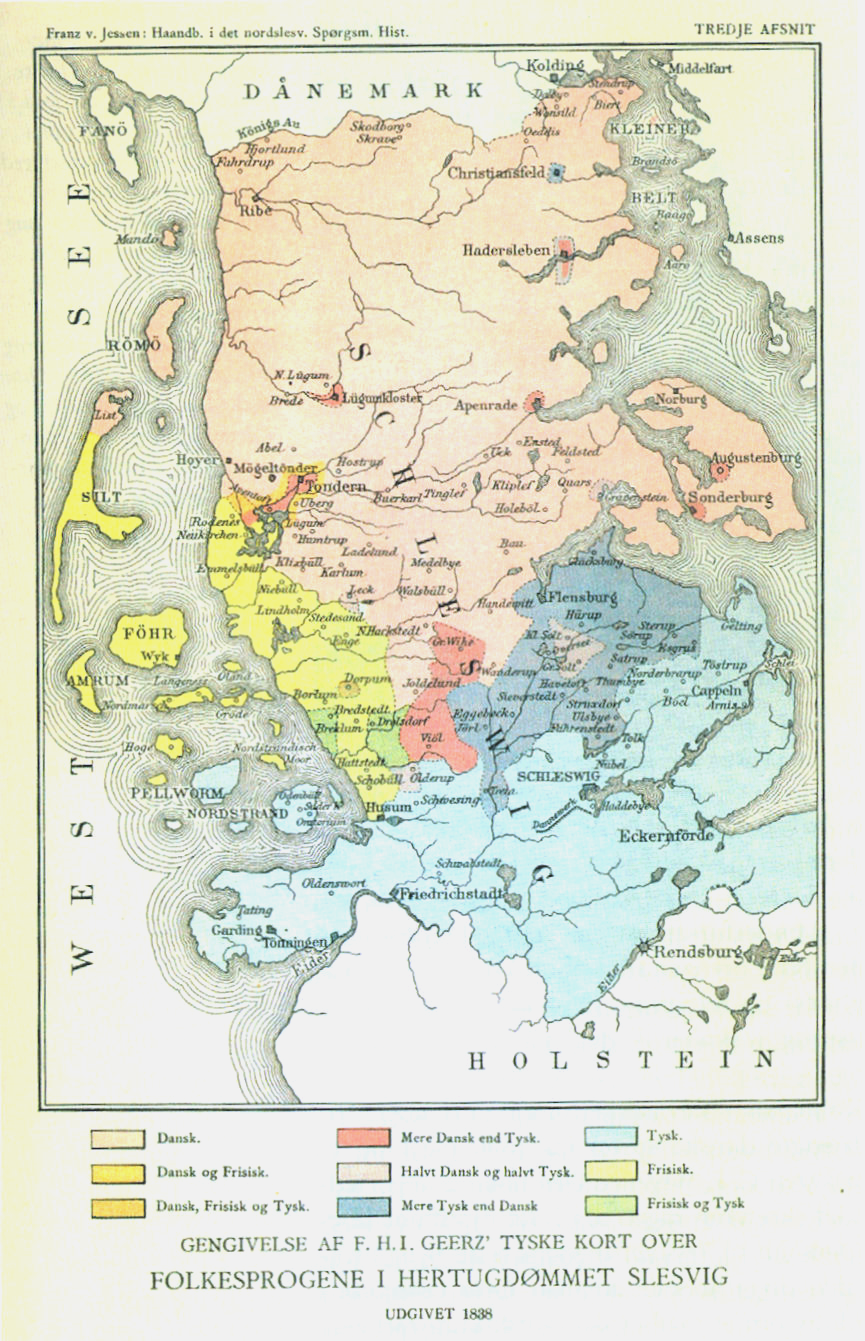
Языковая ассимиляция в XIX веке в Южном Шлезвиге

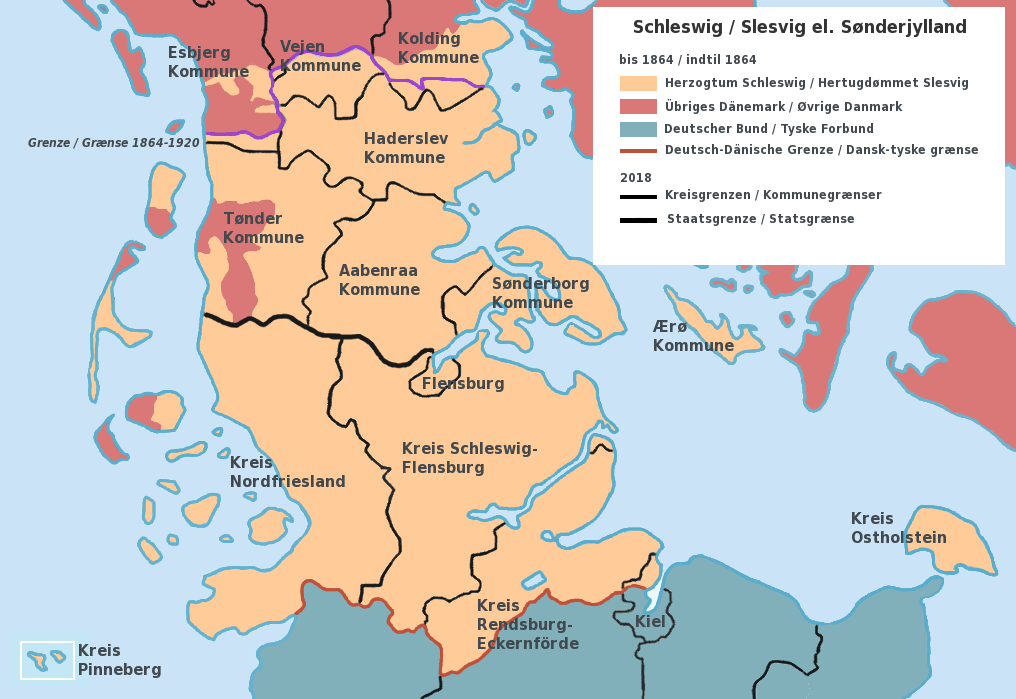
Шлезвиг (Slesvig) с современными административными границами

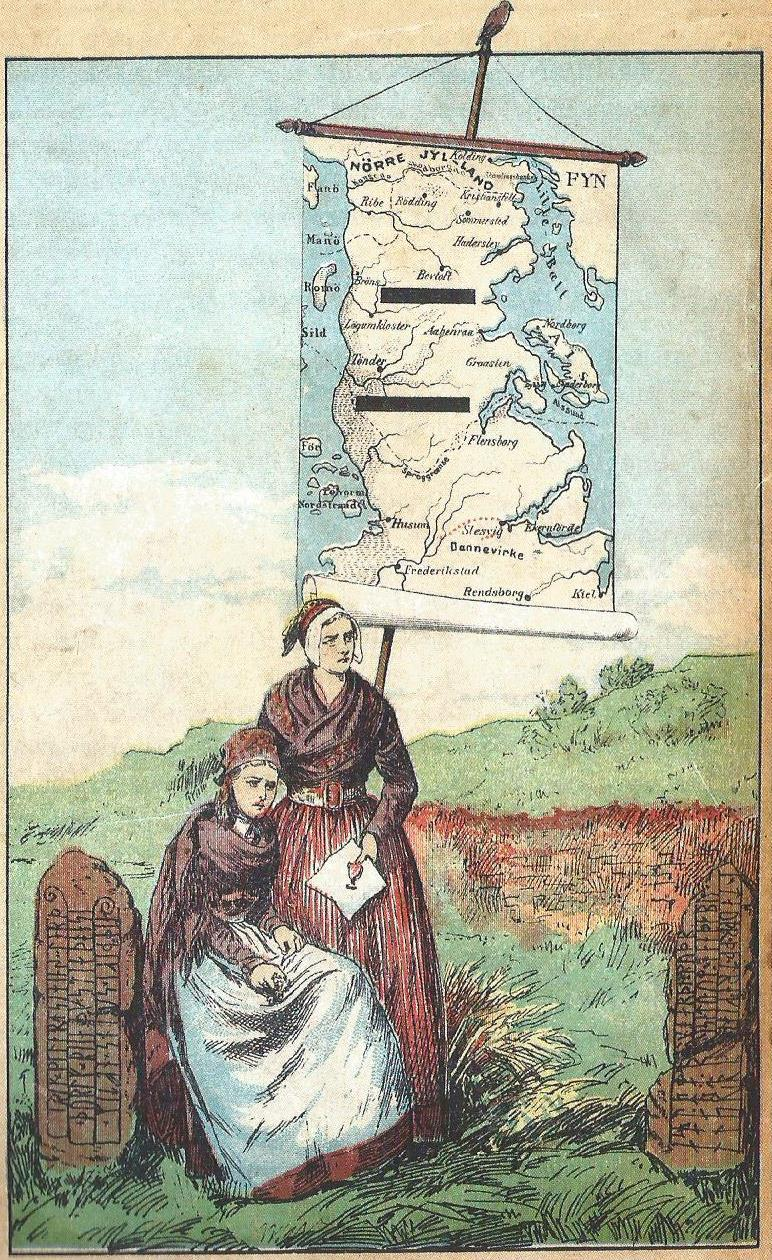
Термин Sønderjylland (Южная Ютландия) был запрещён пруссаками в 1895 году. На картине изображены две девушки в костюмах с островов Фер и Альс перед Данневирке.

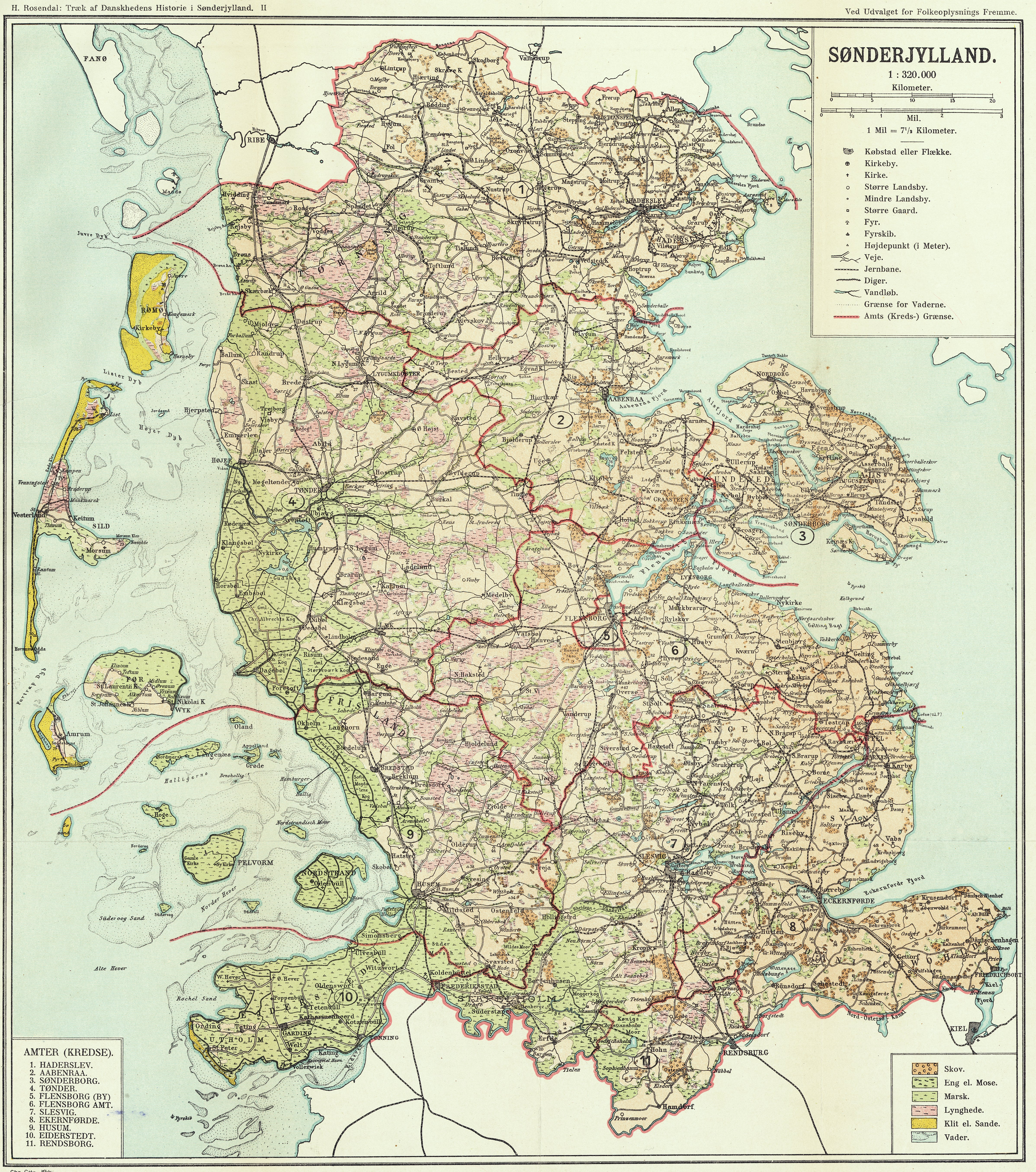
Южная Ютландия в 1918 г.

Шлезвиг (нем. Schleswig, дат. Slesvig, англосакс. Sliaswic) — историческая область на севере Европы, бывшее герцогство.
С 1920 года, по итогам Первой мировой войны, герцогство разделено между Данией (Южная Ютландия) и Веймарской республикой, а в настоящее время составляет межгосударственную экономическую зону ЕС Южная Ютландия — Шлезвиг (Sønderjylland/Schleswig).

## Средневековая история
Уже во времена железного века Шлезвиг был заселён англами, а также другими германскими племенами. В то время как в IV и V веках значительная часть англов вместе с ютами, жившими в Северной Ютландии, и саксами, жившими к югу от Шлезвига, эмигрировала в Британию, даны, родиной которых, вероятно, была Скания, вторглись с островов между Швецией и Ютландией в опустевшую Ютландию и смешались с остатками ютов и англов. Страна, заселённая данами, управлялась своими королями.
Многочисленные группы саксов, не ушедших за Северное море, продолжали прибывать с юга. Теперь уже данам пришлось испытать на себе давление саксов. Река Айдер, составлявшая южную границу королевства данов, их не останавливала. Для защиты южной Ютландии от вторжения саксов в 808—810 годах королём Дании Гудфредом был сооружён пограничный вал, так называемый Даневирке, шедший через весь полуостров от Северного моря к Балтийскому.
Фризы прибыли в Шлезвиг двумя волнами иммиграции. В VII и VIII веках они поселились в основном на нынешних островах Зильт, Фёр и Амрум, а также, вероятно, в Эйдерштедте и некоторых районах на возвышенностях того, что сейчас является материком. В X и XI веках в Шлезвиг прибыли фризы, которые затем поселились в основном в болотистой местности на территории, которая сейчас является материковой частью Северной Фризии. Соответствующее северно- и западногерманское население, жившее здесь до этого, было этнически и лингвистически ассимилировано. Очень старый слой датских заимствований во всех севернофризских диалектах свидетельствует о значительном раннем заселении северных германцев в раннюю эпоху викингов.
В 850 году апостол Севера Ансгарий построил здесь первую церковь в Хедебю. Недалеко от Хедебю появился город Шлезвиг. В начале X века Шлезвиг вместе с южной Ютландией подчинился датским королям. В 934 король Германии Генрих Птицелов завоевал область между Шлей-фьордом и реками Айдер и Треене и образовал из неё марку Шлезвиг.
В 948 году король (впоследствии император) Отто I Великий основал в Шлезвиге епископство. В течение Х и первой четверти XI века Шлезвиг являлся яблоком раздора между германскими и датскими королями, пока в 1027 году Конрад II не уступил его Кнуду Великому Датскому. Реки Айдер и Левенсау стали границей между германскими и датскими владениями. Шлезвиг или южная Ютландия, как до 1340 года называлась страна, управлялся датскими наместниками, большей частью принцами королевской семьи, ставшими носить титул герцогов.
Сын короля Дании Эрика I (1095—1103), Кнуд Лавард, став наместником и герцогом Шлезвига и покорив славян-бодричей, живших по другую сторону реки Айдер, стремился стать независимым от датских королей; по его настоянию император Лотарь II в 1129 году даровал ему королевский титул, но в 1131 году он был убит своим двоюродным братом Магнусом Сильным. Сын Кнуда Лаварда Вальдемар I Великий в 1150 году был возведён датским королём Свеном III в герцоги Шлезвига, а в 1157 году сам вступил на датский престол. Другой его сын, Вальдемар II, получил от брата, датского короля Кнуда VI, в управление Шлезвиг (1182) как особое герцогство. Когда же Вальдемар II вступил на датский престол (1202 год), герцогство было отдано третьему брату, Эрику IV (1218). По вступлении же последнего на датский престол (1241 год) герцогство досталось сыну Вальдемара II, Абелю.
Вальдемар II Победитель ввёл в Шлезвиге изданный им для Дании законник (ютландское право). Абель в 1250 году умертвил короля Эрика IV и занял престол Дании, но сам пал в сражении (1252) с восставшими на западном берегу фризами. Сын Абеля, герцог Вальдемар III, утвердился (1254) с помощью своих родственников по матери графов Голштинских в Шлезвиге, но должен был признать себя вассалом Дании. Брат его Эрик был вовлечён в борьбу за датское престолонаследие. Король Эрик V Глиппинг вторгся в герцогство, но был разбит (1261) при Логейде.
Столкновения между Шлезвигом и Данией повторялись и позже, причём первый часто искал помощи в Голштинии, с которой его правителей связывали родственные узы. Вследствие этого голштинские графы и бароны приобрели в южном Шлезвиге обширные владения. После смерти (1272 год) герцога Эрика датский король Эрик V Глиппинг в качестве сюзерена стал опекуном его малолетних сыновей, и лишь в 1283 году признал Вальдемара IV герцогом Шлезвига. Последний, после убийства Эрика Глиппинга, захватил (1287 год) острова Альзен, Эре и Фемарн, но в 1295 году был вынужден вернуть их Дании.
Герцог Шлезвига Вальдемар V стал с помощью своего дяди графа Герхарда III Голштинского датским королём Вальдемаром III (1326) и уступил Шлезвиг в качестве датского лена Герхарду. Когда же в 1330 Вальдемар III был свергнут в Дании, Герхард Голштинский вернул ему Шлезвиг, но с условием, что если род Вальдемара угаснет, право наследования в Шлезвиге будет принадлежать Голштинскому дому. Договор этот известен под названием «Constitutio Waldemariana». Сын Вальдемара V, Генрих, умер, не оставив потомства (1375). Между голштинскими графами и Данией разгорелась борьба за наследство в Шлезвиге, закончившаяся договором в Нюборге на острове Фюн (15 августа 1386). Граф Герхард VI Голштинский был признан герцогом Шлезвига (вместе с северной Фрисландией).
Владение Шлезвигом стало наследственным в качестве датского лена в рендсбургской линии голштинского графского дома. С этого времени ведёт своё начало соединённое герцогство Шлезвиг-Гольштейн.
Площадь его составляла в 1864 году 9140 км² с населением 406 486 человек.

## Датско-германский спор и раздел Шлезвига
В XIX веке Шлезвиг стал ареной конфликта между Данией и Пруссией. В 1864 по итогам Датской войны (Второй войны за Шлезвиг) герцогство полностью вошло в состав Пруссии, а затем была образована прусская провинция Шлезвиг-Гольштейн.
В 1920 году после Первой мировой войны, которую Германия проиграла (а Дания была нейтральна), в северном и центральном секторах Шлезвига по предложению Антанты были проведены плебисциты (плебисциты в Шлезвиге) о будущей территориальной принадлежности земель. В северном Шлезвиге 80 % проголосовало за присоединение к Дании, в то время как в центральном 75 % за то, чтобы остаться в составе Германии; в соответствии с плебисцитом новая граница прошла южнее довоенной.
Во время Второй мировой войны Третий рейх оккупировал всю Данию, и местные нацисты стали выступать за восстановление старых границ и возвращение северного Шлезвига Германии. Однако Гитлер категорически высказался против этого, так как не желал осложнять отношений с датчанами. В результате датско-немецкая граница стала единственной из навязанных Антантой Германии, на которую Гитлер так и не посягнул.
После войны уже в Дании раздавались реваншистские голоса за дальнейшее продвижение границ на юг, однако датский парламент не поддержал этой инициативы и даже объявил вотум недоверия премьер-министру. В 1949 году бывшая прусская провинция Шлезвиг-Гольштейн преобразована в одноименную федеральную землю ФРГ.
В настоящее время по обе стороны границы в разделённом Шлезвиге имеются датское и немецкое меньшинства, однако им гарантированы культурные права, и проблем в межгосударственных отношениях это не создаёт. В немецкой земле Шлезвиг-Гольштейн есть защищающая права датского и фризского меньшинств партия Союз южношлезвигских избирателей (Südschleswigsche Wählerverband, Sydslesvigsk Vælgerforening) — единственная из всех партий Германии, освобождённая от пятипроцентного барьера, соответственно она всегда присутствует в местном ландтаге, в Дании в свою очередь существует Шлезвигская партия (Slesvigsk Parti, Schleswigsche Partei), однако большим влиянием в районных советах районов имеющих германоязычное меньшинство не пользуется. Существует межгосударственная экономическая зона ЕС Южная Ютландия-Шлезвиг (Sønderjylland/Schleswig).

## Государственный строй
Глава государства — Герцог, которым являлся Король Дании. Законодательный орган — Шлезвигское собрание сословий (Schleswigsche Ständeversammlung), избирался выборщиками на основе имущественного ценза.

## Правовая система
Высшая судебная инстанция — Шлезвиг-гольштейн-лауэнбургский высший апелляционный суд (Schleswig-Holstein-Lauenburgische Oberappellationsgericht).

## Силовые структуры
Ранее в период Германской империи, была своя армия и полиция:
- Шлезвигская армия
  - Фузилёрский полк (совместный с Гольштейном)
  - Пехотный полк
  - Уланский полк (совместный с Гольштейном)
  - Драгунский полк (совместный с Гольштейном)
  - Гусарский полк (совместный с Гольштейном)
  - Артиллерийский полк
- Шлезвигская полиция